# 파이어폭스 애드온

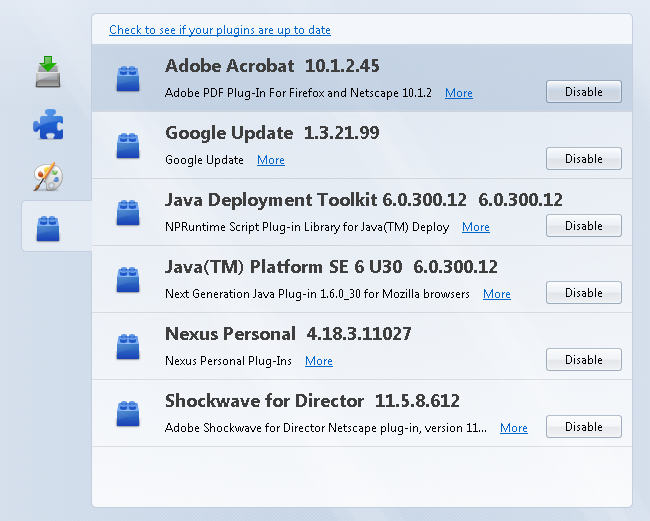
설치(인스톨)된 플러그인 프로그램 리스트를 보여주는 Firefox애드온 매니저

모질라 애드온(Mozilla add-on) 은 파이어폭스(Firefox) , 썬더버드(Thunderbird), 시몽키(SeaMonkey) 및 모질라 썬버드를 포함하여 모질라 재단의 프로젝트에 설치 및 업데이트할 수 있는, 프로그램의 기능을 보완하기 위해 추가로 설치하는 보조 프로그램이다. 이러한 부가 기능을 통해 사용자는 응용 프로그램 기능을 파이어폭스 브라우저에 추가 또는 보강하고, 원하는대로 테마를 사용하고, 새로운 유형의 콘텐츠를 처리할 수 있다.
부가 기능에는 세 가지 카테고리가 있다. "확장 기능", "테마" 및 "플러그인"이다. 처음 두 가지 유형을 배포하기 위한 공식 저장소는 모질라 부가 기능 웹 사이트이다.

## 유형
모질라(Mozilla) 애드온(add-ons, 추가 기능)에는 몇 가지 유형이 있다.
- 확장 기능 : 기존 기능의 동작을 수정하거나 새로운 기능을 추가한다. 이 기능은 사용자 인터페이스의 기능이거나 특정 작업이 수행될 때 자체적으로 나타나는 기능적 기능일 수 있다. 테마는 주로 사용자 인터페이스와 관련이 있는 확장의 예다. 검색 엔진 정의는 기능 확장의 예다. 확장 기능 목록은 파이어폭스(Firefox) 확장 목록에서 찾을 수 있다. 썬더버드(Thunderbird), 씨몽키(SeaMonkey) 및 모질라 썬버드(Sunbird)에 대한 목록도 있다.
- 테마 : 이전에는 "페르소나(Personas)"로 알려져 있다. 사용자 인터페이스의 특정 요소를 처리한다. 가장 눈에 띄는 변화는 배경 이미지가 주 응용 프로그램창의 도구 모음, 메뉴 모음 및 상태 표시줄에 추가된 것이다. 텍스트와 배경색도 변경될 수 있다.
- 플러그인 : 프로그램에서 기본적으로 렌더링할 수 없는 웹 콘텐츠를 렌더링한다. 예를 들어 어도비 플래쉬 플레이어(Adobe Flash Player)는 그러한 플러그인이다. 임베디드 Adobe Flash 내용을 웹 페이지로 렌더링한다. 모질라(Mozilla) 플러그인을 만들 수 있는 프레임 워크를 "NPAPI" 라고한다. 모질라 플러그인은 단계적으로 제거되고 있다. Mozilla는 Adobe Flash Player를 제외한 플러그인에 대한 지원을 2017년 3월에 Firefox 52 릴리스와 함께 제거했다.[3] Firefox ESR 52 지원 기간 동안 플러그인에 대한 지원을 유지했다.[4]

## 웹사이트
시초가 된 Mozilla 애드온 웹사이트는 Mozilla Firefox, Mozilla Thunderbird, SeaMonkey 및 Mozilla Sunbird를 포함하여 Mozilla 소프트웨어의 애드온을 위한 공식 Mozilla Foundation 리포지토리(저장소)이다. 이 부가 기능에는 모질라 확장 및 페르소나가 포함되지만 Mozilla 플러그인은 포함되지 않는다.
Mozilla 관련 프로젝트를 무료로 호스팅하는 mozdev.org와 달리 Mozilla 애드온은 소프트웨어 개발자가 아닌 최종 사용자를 대상으로 한다. 많은 Mozilla 응용 프로그램은 웹사이트에 대한 직접 링크를 포함하며 확장 및 응용 프로그램 자체에 대한 업데이트를 폴링하기 위한 설정을 포함한다. Firefox 3에는 부가 기능 관리자의 웹 사이트에서 콘텐츠를 검색하고 표시하는 기능이 포함되어 있다.
2008년 1월 30일 사이트에서 6 억 개 이상의 애드온이 다운로드되었으며 1 억 개가 넘는 애드온이 사이트에서 매일 자동으로 사이트를 확인한다는 발표가 있었다.
2012년 7월 26일 모질라는 사이트에서 30 억 개의 애드온을 다운로드했다고 발표했다.

## 역사
이전에는 모질라 애드온을 모질라 업데이트 (또는 UMO, 호스트 이름은 update.mozilla.org임)라고 했다. 이 사이트는 출시와 AMO가 된 시점 사이에 몇 가지 변경 사항이 있었다.
공개 페이지의 주요 재작성은 2006년 4월 4일에 시작되었다.
Firefox 페이지를 시각적으로 새로 고쳐 2006년 10월 24일에 Firefox 2 및 새로 디자인된 mozilla.com의 출시에 맞춰 푸시되었다.
코드명 Remora는 2007년 3월 23일에 개발자와 공개 페이지를 모두 다시 작성했다.
다른 시각적 새 버전인 "Remora 3.2"가 2008년 봄에 출시되었다.
2011년에는 Remora (PHP / CakePHP로 작성)가 Zamboni (Python / Django로 작성)로 대체되었다.이후 다시  재 설계된  코드명 임팔라를 특색으로 삼았다.

## 확장 기능
확장 기능을 사용하여 기존 기능의 응용 프로그램 동작을 수정하거나 완전히 새로운 기능을 추가할 수 있다. 확장 기능은 Firefox에서 특히 인기가 있다. 왜냐하면 이러한 정책은 Mozilla 개발자는 소프트웨어 확장 및 버그를 줄이기 위해 브라우저를 상당히 단순한 응용 프로그램으로 만들려고 하며 고도의 확장성을 유지하면서 개별 사용자는 원하는 기능을 추가할 수 있기 때문이다.

### 확장 기술
확장 기능은 다음 기술을 사용하여 개발할 수 있다.
- XUL : 사용자 인터페이스 및 사용자 와의 상호 작용을 정의한다.
- 계단식 스타일 시트 (CSS) DOM ( Document Object Model ) : XUL 코드를 실시간으로 변경하고 로드되는 HTML 내용을 편집 한다.
- JavaScript : Mozilla 브라우저의 기본 언어
- XPCOM
- XPConnect
- XPI
- Mozilla Jetpack : 애드온 제작을 위한 학습 유형과 개발 시간을 줄이기위한 개발 키트

### 용도
- 기능 추가

확장은 일반적으로 응용 프로그램에 기능을 추가하는 데 사용된다. 확장 기능이 추가할 수 있는 기능의 예로 RSS 리더, 책갈피 구성 기, 도구 모음 , 웹 사이트 관련 클라이언트 프로그램, FTP , 전자 메일, 마우스 제스처 , 프록시 서버 전환, 웹 검색 및 업로드 기능, 키워드 정의 검색 또는 웹 사이트 검색 기능, 링크 된 컨텐츠, 자동화 된 백업, 미디어 다운로드 또는 개발자 도구가 포함된다. 많은 Firefox 확장 기능은 ChatZilla IRC 클라이언트 및 캘린더와 같은 Mozilla Suite의 이전 기능을 구현한다.
- 사용자가 웹 페이지를 보는 방법 수정하기

많은 확장 프로그램이 렌더링될 때 웹 페이지의 내용을 변경할 수 있다. 예를 들어 광고 차단 확장을 사용하면 브라우저가 광고인 이미지를 로드하지 못하게 할 수 있다. 또 다른 인기있는 확장인 Greasemonkey를 사용하면 사용자 스타일 시트를 프로그래밍 방식으로 보완하는 방식으로 웹 페이지의 대상 하위 집합을 즉석에서 수정하는 스크립트를 설치할 수 있다.
- 인터페이스 변경

일부 확장은 응용 프로그램의 인터페이스를 변경하는 데 사용된다. 테마 관리 기능인 페르소나와 혼동해서는 안된다. 그들은 브라우저의 레이아웃, 색상, 위치 등을 변경할 수 있다. 예를 들어 탭 믹스 플러스를 사용하면 탭에 행을 추가할 수 있다.
- 개인 정보 보호 및 보안

Firefox가 제공하는 것 이상으로 온라인 개인 정보 보호 및 보안을 개선하기 위한 확장 기능이 풍부하다. 예를 들어 adblockers는 추적 및 악성 코드를 차단하도록 설계되었다. HTTPS Everywhere는 웹 사이트가 자동으로 HTTP가 아닌 HTTPS 연결을 사용하도록 지원한다. 또한 많은 바이러스 백신 프로그램에는 자체 애드온이 있다.
다른 경솔한, 유머러스하거나 풍자적인 목적을 위한 확장도 존재한다. 일부는 파이어폭스 브라우저의 역사적 기능을 암시한다. 예를 들어 파이어 폭스 0.9에서 제거된 "맛있는 음식" 자리 표시자 텍스트를 복원하거나 파이어폭스 이름 변경을 암시하기 위해 임의의 브라우저 이름을 생성하는 경우가 있다.

### 보안
Chrome과 달리 Mozilla 플랫폼에는 확장 프로그램의 권한을 제한할 수 있는 메커니즘이 없다. 확장 코드는 Mozilla 응용 프로그램에서 완전히 신뢰할 수 있다. 확장 기능과 운영 체제간 상호 통신에는 제한이 없다. 즉, 하나의 확장 프로그램이 다른 확장 프로그램이나 Mozilla 응용 프로그램을 실행하는 사용자가 액세스할 수 있는 파일에서 사용하는 데이터를 읽거나 수정할 수 있다.
Mozilla 확장은 응용 프로그램 사용자 프로필에 기본적으로 설치되며 사용자가 실행하는 프로그램이나 사용자가 코드를 덮어쓸 수 있다. Mozilla 플랫폼은 설치된 확장 기능의 무결성을 검사하지 않으므로 임의의 코드 실행에 사소한 (ab) 사용이 가능하다.
Mozilla는 Firefox 40.0부터 최종 사용자 보안을 향상시키기 위해 릴리스 및 베타 채널의 확장 서명 요구 사항을 발표하기 시작했다. 40.0에서 브라우저는 최종 사용자에게 확장이 서명되지 않았음을 경고한다. 43.0에서 about:config 페이지의 특수 옵션이 활성화된 경우에만 서명되지 않은 확장이 설치될 수 있다. 데스크톱용 Firefox 48.0에서는 서명이 없는 확장이 릴리스 및 베타 버전에서 재정의 없이 차단되지만 Android용 Firefox는 여전히 서명 시행을 사용 중지할 수 있다. 개발자 버전 및 나이틀리 버전의 Firefox에는 서명 시행을 사용하지 않도록 설정되어 있다. 파이어폭스 출시 및 베타의 상표가 없는 버전은 개발자가 요구사항 없이 확장 기능을 사용할 수 있도록 계획되어 있다. 서명된 확장 기능을 적용한 첫 번째 Firefox ESR 릴리스는 52.0이다.
SeaMonkey 와 Pale Moon 개발자는 서명 시행을하지 않겠다고 발표했다.

### 호환성 및 업데이트
확장 기능에는 애드온 설치를 제어하는 메커니즘에서 사용되는 메타데이터가 포함된 XML 파일이 포함된다. 무엇보다도 이 파일은 추가 기능을 사용할 수 있는 Mozilla 프로젝트 응용 프로그램의 최대 및 최소 버전을 식별한다. 이 범위를 벗어난 버전에 애드온을 설치하려고 하면 설치되지만 사용은 할 수 없게 된다. 공식적인 호환성 검사가 성공하더라도 애드온이 작동한다는 보장은 없다. 다양한 확장을 사용하여 호환성 검사를 무시할 수도 있다.
부가 기능 관리자는 사용자가 수동으로 업데이트 검사를 시작할 수 있지만 Mozilla 부가 기능 웹사이트에서 설치된 확장 기능의 업데이트를 주기적으로 확인한다. 개발자가 다른 곳에서 확인할 수 있는 조항을 포함하는 경우 추가 기능 관리자가 이를 수행한다.

## 테마

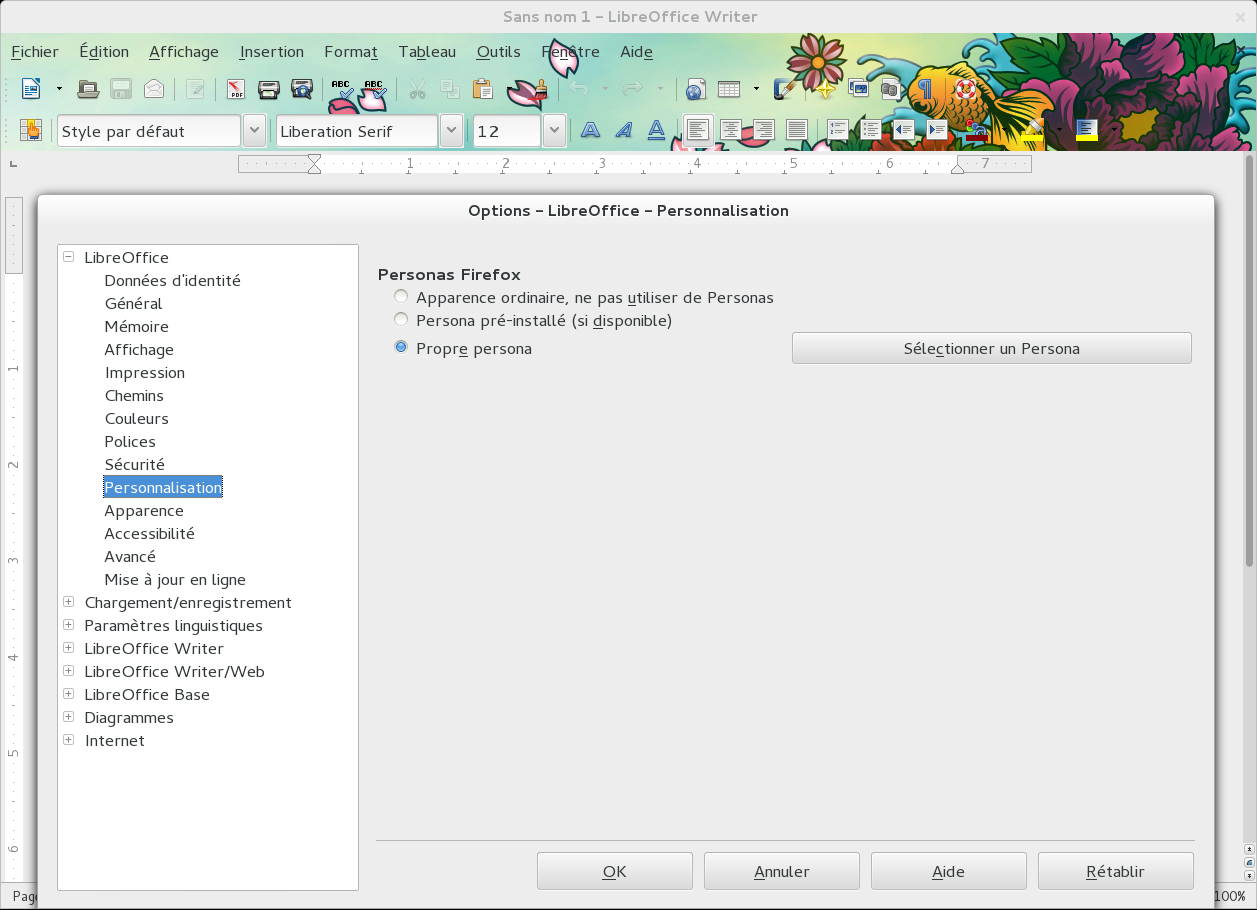
페르소나(persona)를 사용하고 있는 LibreOffice Writer

테마는 원래 Personas를 호출하여 사용자가 응용 프로그램의 모양을 빠르게 변경할 수 있도록 한다. Personas에 대한 지원은 처음에는 확장 기능으로 제공되었지만 이 기능은 Firefox 3.6 및 이후 다른 응용 프로그램에 내장되었다. 이러한 배경 테마는 이전에 사용 가능했던 Mozilla 확장으로 구현된 기존 테마와 다르다. Mozilla 테마는 보다 기본적이고 작성하기 쉽고 설치가 쉽지만 도구 모음, 메뉴 막대 및 상태 표시줄의 배경 이미지, 배경 색상 및 텍스트 색상 변경으로 제한된다. 도구 상자 항목이나 탭의 모양이나 모양을 확장이 할 수 있는 방식으로 변경할 수는 없다. 설치와 관련하여 정확히 한 번의 클릭으로 설치 및 활성화 할 수 있다.
원래 GetPersonas.com에서 호스팅되었으나 2013년에 Mozilla 애드온 웹사이트로 이동했다. 또한 Mozilla Persona라는 인증 체계와 이름이 유사하기 때문에 Mozilla는 이 용어를 더 일반적인 것으로 사용하는 것을 중단했다. 부가 기능 관리자에 의한 설치 및 처리 측면에서 확장 기능과 퍼스낼러스로 구현된 테마 사이에 구별이 있더라도 "테마"라는 단어가 있다.
TechCrunch는 Firefox의 속도와 유용성을 향상시키는 데 더 많은 관심을 기울이기보다는 Mozilla가 브라우저의 눈을 사로 잡는 데 중점을 두고 있다고 비판했다.

## 플러그인
Mozilla 플러그인은 응용 프로그램 자체에서 렌더링  수 없는 웹 컨텐츠를 렌더링하는 데 사용되는 브라우저 확장이다. 이것은 NPAPI 프레임 워크를 사용하여 생성된다. Firefox 41.0에는 Cisco의 "Open H.264 Video Codec"과 Adobe Systems의 "Primetime Content Decryption Module"의 두 가지 플러그인이 미리 설치되어 있다. 타사 Mozilla 플러그인에는 Adobe Flash Player, Acrobat Reader, Adobe Shockwave Player, Java SE, QuickTime 및 RealPlayer가 포함된다. 다른 유형의 부가 기능과 달리 Mozilla는 플러그인을 배포하지 않으며 부가 기능 관리자는 플러그인을 업데이트할 수 없다.
모질라 플러그인은 단계적으로 제거되고 있다. 모질라는 2016년까지 파이어폭스에서 대부분의 플러그인을 중단할 계획이다.

## 같이 보기
- 구글 크롬 확장 프로그램
- 파이어폭스